# Ivan Berčić
Ivan Berčić nebo též Brčić (9. ledna 1824, Zadar – 24. května 1870 tamtéž) byl chorvatský hlaholský spisovatel a filolog v 19. století.
Přestože byl Beričić jako filolog samoukem, dosáhl vysoké vědecké úrovně a byl respektován již za svého života, což dokazuje jeho přijetí do Chorvatské akademie věd i posudek jeho současníků (např. Vatroslav Jagić, který ho nazval obroditelem hlaholského učení v Dalmácii).

## Život
Po střední škole v rodném Zadaru začal Ivan Berčić studovat teologii na Zadarské univerzitě a ve studiích pokračoval po roce 1846 ve Vídni. Kvůli nepokojům v Rakousku v roce 1848 však Vídeň opustil a bez doktorátu se vrátil do Zadaru.
Zde plní různé povinnosti v rámci tamní diecéze. Byl katechetou a lektorem chorvatského jazyka v ženských školách kláštera Panny Marie. V roce 1855 se stal profesorem staroslověnštiny a staroslovanské liturgie v zadarském semináři a v roce 1865 profesor Starého zákona a východních jazyků.
V roce 1867 byl jmenován řádným členem Chorvatské akademie věd a umění.

### Dílo
Berčićovo filologické dílo zapadá do obecného vývoje národního obrození v Dalmácii a směřuje k obnově slovanské liturgie a výzkumu chorvatského dědictví hlaholice.
Berčićova hlaholicí psaná Chrestomathia (1859) byla prvním tištěným dílem 19. století, obsahující chorvatskou oblou a hranatou hlaholici. Kniha byla určena pro výuku staroslověnštiny v zadarském semináři, takže texty misálu z roku 1741 a breviář z roku 1791 slouží jako ukázka jazyka hlaholských liturgických knih v renovované chorvatské redakci očištěných od rusismů.
Druhé vydání Chrestomatů s názvem Čitanka staroslovenskoga jezika (Čítanka jazyka staroslověnského) vydaná v Praze 1864, bylo výrazně přepracováno a rozšířeno.
Za Berčićova života vyšly čtyři díly přepisu Bible, po jeho smrti jeden (v Praze v letech 1864-1871). Materiál přebíral z různých zdrojů, od nejstarších fragmentů až po úplné kodexy a tištěné knihy, většinou z prvního vydání Missale Romanum Glagolitice z roku 1483 a Brozićův breviář z roku 1561.
Když se Josipu Juraji Strossmayerovi podařilo dosáhnout toho, aby Řím povolil nové, nerusifikované vydání hlaholských liturgických knih, především misálů, chorvatští biskupové pověřili tímto úkolem Berčiće jako nejpovolanějšího a jeho asistentem byl jeho spolupracovníkDragutin Antun Parčić. Berčićova předčasná smrt na nějakou dobu zastavila práci, Parčić však dílo dokončil v roce 1893.
Beričić také sbíral materiál pro dějiny hlaholské liturgie (Historia slavicae liturgiae). Většina jeho pozůstalosti (mimo jiné sebrané hlaholské rukopisy a několik vydání z Hlaholské tiskárny v Senji) se dostala do Petrohradu, kde je uložena dodnes.

### Tisky
- Chrestomathia linguae veteroslavenicae charactere glagolitico e codicibus, codicum fragmentis et libris impressis. Praha 1859.
- Bukvar staroslovenskoga jezika glagolskimi pismeni za čitanje crkvenih knjig. Praha 1860.
- Čitanka staroslovenskog jezika. Praha 1864.
- Ulomci Svetoga pisma obojega uvjeta staroslavenskim jezikom, 1–5. Praha 1864. – 1871.
- Dvie službe rimskoga obreda za svetkovinu svetih Ćirila i Metoda. Zagreb 1870.